# Great Birmingham Run
Le Great Birmingham Run est une course de semi-marathon se déroulant tous les ans, en octobre, dans la ville de Birmingham, au Royaume-Uni. Créée en 2008, l'épreuve fait partie du circuit international des IAAF Road Race Label Events, dans la catégorie des « Labels d'argent ».

## Palmarès
| Édition | Année | Hommes             | Temps           | Femmes            | Temps           |
| ------- | ----- | ------------------ | --------------- | ----------------- | --------------- |
| 1re     | 2008  | Andi Jones         | 1 h 05 min 46 s | Birhan Dagne      | 1 h 17 min 40 s |
| 2e      | 2009  | Jean Ndayisenga    | 1 h 06 min 17 s | Susan Partridge   | 1 h 12 min 50 s |
| 3e      | 2010  | Edwin Kipyego      | 1 h 03 min 50 s | Susan Partridge   | 1 h 13 min 56 s |
| 4e      | 2011  | Haile Gebrselassie | 1 h 01 min 29 s | Gemma Steel       | 1 h 12 min 21 s |
| 5e      | 2012  | Micah Kogo         | 1 h 00 min 17 s | Sara Moreira      | 1 h 12 min 49 s |
| 6e      | 2013  | Thomas Ayeko       | 1 h 02 min 32 s | Gemma Steel       | 1 h 10 min 19 s |
| 7e      | 2014  | Joel Kimutai       | 1 h 01 min 39 s | Polline Wanjiku   | 1 h 10 min 48 s |
| 8e      | 2015  | Chris Thompson     | 1 h 03 min 00 s | Dominika Napieraj | 1 h 13 min 39 s |
| 9e      | 2016  | Andy Vernon        | 1 h 03 min 32 s | Elizeba Cherono   | 1 h 13 min 42 s |
| 10e     | 2017  | William Richardson | 1 h 06 min 38 s | Chloe Richardson  | 1 h 21 min 40 s |

 Record de l'épreuve